# Fox Stone Barn
La Fox Stone Barn est une grange dans le comté de Boulder, dans le Colorado, aux États-Unis. Construite vers 1900, elle est inscrite au Registre national des lieux historiques depuis le 16 février 1996.